# Recinto Tres Postes
Tres Postes debe su nombre a que este territorio lo conformaba tres haciendas: Ñauza, Villa Mercedes y Valdez, por circunstancia colindaban estas tres haciendas cada una puso un poste de fijación, con el paso del tiempo este sitio fue inspeccionado y por el encuentro de estos tres iconos pasó a llamarse Tres Postes.

## Geografía
El recinto Tres Postes se encuentra ubicado al noroeste de la provincia del Guayas entre los cantones San Jacinto de Yaguachi y Alfredo Baquerizo Moreno. Mantiene una distancia de 28 km. 
El recinto limita al norte con Mamanica al sur con Checopeval; al este con la Zanja 2 y al oeste con Caimito. La temperatura de este sector de la provincia oscila entre los 24° y 25° grados centígrados; está asentado a 9 m s. n. m.

## División Territorial
El recinto actualmente se encuentra dividido entre los cantones Alfredo Baquerizo Moreno y San Jacinto de Yaguachi. El 70% del recinto le pertenece al cantón Jujan y el 30% al cantón Yaguachi, mientras que el límite entre ambos es la calle principal del recinto. Los correspondiente límites fueron ratificados en el año 2015 por el Comité Nacional de Límites Internos (Conali).     

## Economía
La  economía de Tres Postes se basa que su población se dedica a la agricultura, sus cultivos son arroz, cacao, caña de azúcar, maíz, banano y la gastronomía, que son el sustento diario de cada uno de los habitantes.

## Historia
Unos de los primeros pobladores en llegar a este Sitio fue el señor Antonio Vargas, quien levantó una casa comenzando a poblar el sitio, siguiendo las familias Cornejo, Valverde, Martínez, Calderón, Vera, Jiménez, entre otros. Como la familia Valverde era oriunda del cantón Samborondón trajo la imagen de Santa Ana y levantaron una capilla, lugar donde se encuentra en la actualidad la iglesia y todos los 26 de julio se celebra sus fiestas patronales.